# De skotske uafhængighedskrige
De skotske uafhængighedskrige var en serie militærkampagner, som blev udkæmpet mellem Kongeriget Skotland og Kongeriget England i slutningen af 1200-tallet og begyndelsen af 1300-tallet.
Den første krig (1296–1328) begyndte med en engelsk invasion af Skotland, og sluttede med underskrivelsen af Edinburgh-Northampton-traktaten . Den anden krig (1332–1357) begyndte med en engelsk støttet invasion af Edward Balliol og de "arveløse", der var en gruppe adelsfolk, og den sluttede med underskrivelsen af Berwickfreden. Krigene var en del af en større krise for Skotland, og blev afgørende for Skotlands historie. Ved begge krig beholdt Skotland sin status som uafhængig stat. Krigene var en vigtig årsag til etableringen af den engelske langbue som et vigtigt våben i middelalderlig krigsførelsel.

## Vigtige slag og begivenheder
1. skotske uafhængighedskrig
- Indtagelsen af Berwick (1296)
- Slaget ved Dunbar (1296)
- Slaget ved Stirling Bridge, 1297
- Slaget ved Falkirk (1298)
- Slaget ved Roslin, 1303
- Slaget ved Happrew 1304
- Stirling Castles fald, 1304
- Slaget ved Methven, 1306
- Slaget ved Dalry, 1306
- Slaget ved Glen Trool, 1307
- Slaget ved Loudoun Hill, 1307
- Slaget ved Slioch, 1307
- Slaget ved Inverurie, 1308
- Slaget ved Pass of Brander, 1308
- Slaget ved Bannockburn, 1314
- Slaget ved Connor, 1315
- Slaget ved Skaithmuir, 1316
- Slaget ved Skerries, 1316
- Slaget ved Faughart, 1318
- Indtagelsen af Berwick, 1318
- Slaget ved Myton, 1319
- Arbroath-deklerationen, 1320
- Slaget ved Boroughbridge, 1322
- Slaget ved Old Byland, 1322
- Corbeilfreden, 1326
- Slaget ved Stanhope Park, 1327
- Edinburgh-Northampton-traktaten, 1328

2. skotske uafhængighedskrig
- Slaget ved Dupplin Moor, 1332
- Slaget ved Dornock, 25. marts 1333
- Slaget ved Halidon Hill, 19. juli 1333
- Slaget ved Boroughmuir, 1335
- Slaget ved Culblean, 1335
- Slaget ved Neville's Cross, 1346
- Berwickfreden, 1357